# Эше
Эше (нем. Esche) — община в Германии, в земле Нижняя Саксония.
Входит в состав района Графство Бентхайм. Подчиняется управлению Нойенхаус. Население составляет 563 человека (на 31 декабря 2010 года). Занимает площадь 11,01 км².
| Год  | Население |
| ---- | --------- |
| 1990 | 511       |
| 1995 | 534       |
| 2000 | 539       |
| 2005 | 576       |
| 2010 | 583       |